# Madhuca insignis
Espèce
Statut de conservation UICN

 CR  : 
En danger critique
Classification phylogénétique
Madhuca insignis est une espèce de plante à fleurs de la famille des Sapotaceae C'est un grand arbre originaire du Deccan, en Inde.

## Répartition
Cet arbre n'était connu que vers Mangalore au sud du district Kanara dans le Karnataka.

## Conservation
L'espèce n'a pas été revue depuis les années 1990 malgré des recherches effectuées depuis dans les reliquats de forêts.
Cependant, une population de Madhuca insignis a été redécouverte le long des rives de la rivière Kumaradhara, dans la région de Dakshina Kannada, dans l'État du Karnataka, en Inde. La zone est le site proposé pour les projets d'énergie hydraulique Kukke I et Kukke II. Des efforts de restauration de l'espèce sont en cours,,